# N854 (België)
De N854 is een gewestweg ten noorden van de Belgische plaats Bastenaken. De kleine 3 kilometer lange route verbindt de N30 met de A26 E25. De gehele route bestaat uit twee rijstroken voor beide rijrichtingen samen.